# Paulusiella richteri
Paulusiella richteri là một loài bọ cánh cứng trong họ Cebrionidae. Loài này được Mandl miêu tả khoa học năm 1974.